# John Elder Robison
Œuvres principales
Look Me in the Eye
John Elder Robison (né le 13 août 1957) est l'auteur de Look Me in the Eye, mémoire sorti en 2007 qui relate sa vie quand il ne s'était pas encore fait diagnostiquer le syndrome d'Asperger et le syndrome du savant, et de trois autres livres. Robison a eu plusieurs carrières. Dans les années 1970, il a travaillé comme ingénieur dans le secteur de la musique, où il est surtout connu pour la création de la signature des effets spéciaux de guitares jouées par le groupe KISS. Dans les années 1980 Robison a travaillé pour les fabricants de produits électroniques de Milton Bradley (jeux électroniques), Simplex (alarmes d'incendie et contrôle de la construction), et ISOREG (alimentation de systèmes de climatisation). Robison a écrit son premier livre à l'âge de 49 ans.

## Renseignements personnels
Robison est né à Athens, en Georgie, alors que ses parents étudiaient à l'Université de Georgie. Il est le fils de la poétesse Margaret Robison et de John G. Robison (1935–2005), ancien chef du département de philosophie de l'Université du Massachusetts à Amherst.  Robison s'est marié trois fois et a un fils.
Il est le frère aîné d'Augusten Burroughs, qui a écrit au sujet de sa propre enfance dans le mémoire Running with Scissors.  Il s'est fait diagnostiquer le syndrome d'Asperger à l'âge de 40 ans.
En 2011, Robison a été mis en vedette dans un épisode de la série documentaire Ingenious Minds, qui traitait notamment de l'expérience de la stimulation magnétique transcrânienne qu'il a subie pour améliorer sa cognition sociale.

## Livres
Dans Look Me in the Eye, Robison décrit sa vie quand il n'avait pas le diagnostic d'autisme, tout en sachant qu'il était différent, ainsi que la manière dont il s'est fait diagnostiquer, pour la première fois, par un ami thérapeute[réf. nécessaire] quand il avait 40 ans. Après l'écriture de ce livre, Robison est devenu actif dans la planification de la recherche sur l'autisme, et dans la défense des droits dans l'autisme.
Robison est également l'auteur de Be Different (2011) un guide pour grandir en étant autiste ; Raising Cubby, (2013) l'histoire de l'éducation de son fils autiste; et Switched On (2016) qui raconte l'histoire de sa participation en tant que sujet de recherche dans les études sur le cerveau à l'aide de la stimulation magnétique transcrânienne (TMS) au Beth Israel Deaconess Medical Center, un hôpital universitaire de l'École de médecine de Harvard.

## Carrière
Robison a appris seuls les circuits électriques et les ondes sonores. Il a utilisé ses connaissances autodidactes pour concevoir des guitares pour le groupe de rock KISS et des jouets pour Milton Bradley.
Robison a fait fonctionner avec succès une voiture dans une boutique spécialisée. Il est le fondateur de J E Robison Service à Springfield, dans le Massachusetts. Le Robison Service fait partie du Bosch Car Service Center, spécialisé dans les services et la restauration de l'automobile haut de gamme européenne. Le Robison Service fait aussi partie du Springfield Automobile Complex, qui utilise le TCS Auto Program, une licence d'enseignement spéciale de haut niveau qui enseigne des compétences de vie dans le contexte d'un travail commercial de complexe auto. L'école est un partenariat avec Robison and Tri County Schools, une partie du Northeast Center for Youth and Families of Easthampton.

## Défense des droits
Robison milite pour le mouvement de défense des droits des personnes autistes. Il est membre d'Autism Speaks pour donner des avis consultatifs. Il a démissionné en 2013 à la suite d'un éditorial publié par Suzanne Wright, cofondatrice d'Autism Speaks. Robison et d'autres membres de la communauté autistique ont critiqué Wright pour proclamer que les familles concernées par l'autisme vivent dans le "désespoir" et la "peur de l'avenir",.
Depuis 2012, Robison fait des recherches sur la Neurodiversité au College of William & Mary de Williamsburg, en Virginie. Robison est également coprésident du campus de comité de la neurodiversité, résidant au President’s office of diversity. Robison coenseigne les cours sur la neurodiversité à Williamsburg et à Washington.
Depuis 2012, Robison a servi en tant que membre de l'Interagency Autism Coordinating Committee (IACC). Le Comité est responsable de la production du Plan pour l'Autisme pour le gouvernement américain et du Résumé Annuel des Progrès dans la Recherche sur l'Autisme. Le comité établi un rapport au secrétaire de la santé et des services à la personne, qui supervise des programmes relatifs à l'autisme. L'IACC coordonne également ces efforts avec d'autres organismes gouvernementaux, notamment la sécurité sociale, la défense et l'éducation.
Au sein de l'IACC et d'autres comités du gouvernement, Robison est connu pour sa position que les avis des personnes autistes doivent être pris en considération dans la définition des objectifs de la recherche sur l'autisme.